# Сант-Эджидио-дель-Монте-Альбино
Сант-Эджидио-дель-Монте-Альбино (итал. Sant'Egidio del Monte Albino) — коммуна в Италии, располагается в регионе Кампания, в провинции Салерно.
Население составляет 8199 человек (2008 г.), плотность населения составляет 1367 чел./км². Занимает площадь 6 км². Почтовый индекс — 84010. Телефонный код — 081.
Покровителями коммуны почитаются святитель Николай Мирликийский, празднование 6 декабря, святая равноапостольная Мария Магдалена и святой Эгидий. Во второе воскресение июля особо поминается Пресвятая Богородица (Madonna delle Grazie).

## Демография
Динамика населения:

## Администрация коммуны
- Официальный сайт: http://www.comune.santegidiodelmontealbino.sa.it